# Anadenobolus angusticollis
Anadenobolus angusticollis är en mångfotingart som först beskrevs av Karsch 1881.  Anadenobolus angusticollis ingår i släktet Anadenobolus och familjen Rhinocricidae. Inga underarter finns listade i Catalogue of Life.